# 서경 10도
서경 10도(西經10度)는 본초 자오선에서 서쪽으로 10도 떨어진 경선이다. 북극점에서 시작하여 북극해, 아일랜드, 아프리카, 대서양, 남극해, 남극을 거쳐 남극점에 이른다.
서경 10도는 동경 170도와 이어져 지구의 둘레를 이룬다.
서경 10도는 남극 퀸모드랜드를 차지한 옛 노이슈바벤란트의 서쪽 경계 기준선이기도 했다.
북극점에서 남극점까지 서경 10도선은 다음 지역을 지나간다.
| 좌표                                                  | 나라, 지역, 해역 | 비고                                       |
| ----------------------------------------------------- | ---------------- | ------------------------------------------ |
| 북위 90° 0′ 서경 10° 0′  / 북위 90.000° 서경 10.000°  | 북극해           |                                            |
| 북위 82° 12′ 서경 10° 0′  / 북위 82.200° 서경 10.000° | 대서양           |                                            |
| 북위 54° 19′ 서경 10° 0′  / 북위 54.317° 서경 10.000° | 아일랜드         | 멀렛반도, 아킬섬, 클래어섬, 콘네마라       |
| 북위 53° 23′ 서경 10° 0′  / 북위 53.383° 서경 10.000° | 대서양           |                                            |
| 북위 52° 15′ 서경 10° 0′  / 북위 52.250° 서경 10.000° | 아일랜드         | 딩글반도, 이베라그반도, 베아라반도         |
| 북위 51° 37′ 서경 10° 0′  / 북위 51.617° 서경 10.000° | 대서양           |                                            |
| 북위 29° 39′ 서경 10° 0′  / 북위 29.650° 서경 10.000° | 모로코           |                                            |
| 북위 27° 40′ 서경 10° 0′  / 북위 27.667° 서경 10.000° | 서사하라         | 모로코가 영유권 주장                       |
| 북위 26° 0′ 서경 10° 0′  / 북위 26.000° 서경 10.000°  | 모리타니         |                                            |
| 북위 15° 21′ 서경 10° 0′  / 북위 15.350° 서경 10.000° | 말리             |                                            |
| 북위 12° 7′ 서경 10° 0′  / 북위 12.117° 서경 10.000°  | 기니             |                                            |
| 북위 8° 26′ 서경 10° 0′  / 북위 8.433° 서경 10.000°   | 라이베리아       |                                            |
| 북위 5° 49′ 서경 10° 0′  / 북위 5.817° 서경 10.000°   | 대서양           |                                            |
| 남위 40° 18′ 서경 10° 0′  / 남위 40.300° 서경 10.000° | 세인트헬레나     | 고그섬                                     |
| 남위 40° 19′ 서경 10° 0′  / 남위 40.317° 서경 10.000° | 대서양           |                                            |
| 남위 60° 0′ 서경 10° 0′  / 남위 60.000° 서경 10.000°  | 남극해           |                                            |
| 남위 70° 50′ 서경 10° 0′  / 남위 70.833° 서경 10.000° | 남극             | 퀸모드랜드 — 노르웨이가 영유권을 주장한다. |

## 같이 보기
- 서경 9도
- 서경 11도